# Стадник Іван Андрійович
Іва́н Андрі́йович Ста́дник (1905 , Дахнів, Чесанівський повіт, Королівство Галичини та Володимирії, Австро-Угорщина  — невідомо ) — український радянський діяч, селянин, голова селянського комітету (сільської ради) села Дахнів Любачівського району Львівської області. Депутат Верховної Ради УРСР 1-го скликання (з 1940 року) від Львівської області.

## Біографія
Народився 1905 року в бідній селянській родині в селі Дахнів, тепер Любачівський повіт, Підкарпатське воєводство, Польща. З юних років наймитував.
Потім працював підручним майстра тартаку (лісопильного заводу), у власному сільському господарстві.
З кінця вересня 1939 по 1941 рік — голова селянського комітету (сільської ради) села Дахнів Любачівського району Львівської області.